# Josef Wirsching
Josef Wirsching (* 22. März 1903 in München; † 11. Juni 1967 in Bombay) war ein deutscher Kameramann, der von 1934 bis zu seinem Tod beim Hindi-Film arbeitete.

## Leben
Wirsching kam 1923 als Assistenzkameramann zur Münchener Filmgesellschaft Emelka und filmte für diese 1925 die deutsch-indische Koproduktion Die Leuchte Asiens. Bis in die frühen 1930er Jahre war er bei Emelka beschäftigt und arbeitete häufig gemeinsam mit dem Kameramann Franz Koch. Seine wohl einzige Regiearbeit war 1933 der Film Im Lande des silbernen Löwen. 1934 ging Wirsching mit dem Emelka-Regisseur Franz Osten nach Bombay, um dort für den Produzenten Himansu Rai zu arbeiten. Für dessen neu gegründete Tonfilmgesellschaft Bombay Talkies schufen sie Filme, deren technische Qualität über dem indischen Durchschnitt lag, und beeinflussten mit ihren Arbeiten indische Filmschaffende wie den Regisseur und Schauspieler Charu Roy. Jawani Ki Hawa (1935) war die erste Veröffentlichung der Gesellschaft. Insbesondere die Beleuchtung bei Wirschings Filmaufnahmen setzte neue Maßstäbe im indischen Film bis in die 1950er Jahre.
Mit Beginn des Zweiten Weltkrieges wurden Wirsching und Osten von den Briten in Bombay verhaftet und in Indien interniert und sie erhielten Arbeitsverbot. Anders als Osten setzte Wirsching seine Arbeit nach seiner Entlassung 1947 in Indien bei Bombay Talkies nach dem Krieg fort. Er drehte 1949 mit Mahal den ersten indischen Gruselfilm. Wirschings Tiefenschärfeaufnahmen hier gelten als die besten seiner Karriere. In den 1950er Jahren war er als Dokumentar- und Werbefilmer in Indien beschäftigt. Für den Regisseur von Mahal, Kamal Amrohi, stand Wirsching auch in den 1960ern während der langen Drehzeit von Pakeezah wieder hinter der Kamera. Während der Produktion von Pakeezah starb Wirsching. Seine Arbeit wurde von R. D. Mathur vollendet.

## Filmografie
- 1925: Die Leuchte Asiens (Prem Sanyas)
- 1926: Unsere Emden
- 1926: Die kleine Inge und ihre drei Väter
- 1927: Mein Heidelberg, ich kann Dich nicht vergessen
- 1928: Travelogue of overland trip from Munich to Benares
- 1928: Travelogue of overland trip from Calcutta to Rangoon
- 1929: Waterloo
- 1929: Spuren im Schnee
- 1932: Kreuzer Emden
- 1933: Das verliebte Hotel
- 1933: Im Lande des silbernen Löwen
- 1934: Stoßtrupp 1917
- 1935: Jawani Ki Hawa
- 1936: Achhut Kanya
- 1936: Janmabhoomi
- 1936: Jeevan Naiya
- 1936: Miya Bibi (Always Tell Your Wife)
- 1937: Izzat
- 1937: Prem Kahani
- 1937: Jeevan Prabhat
- 1937: Savitri
- 1938. Nirmala
- 1938: Vacchan
- 1938: Mamata
- 1939: Navjeevan
- 1939: Durga
- 1939: Kangan
- 1948: Ziddi
- 1949: Mahal
- 1950: Sangram
- 1952: Maa
- 1953: Shamsheer
- 1954: Baad-Baan
- 1960: Dil Apna Aur Preet Parai
- 1971: Pakeezah

Dokumentarfilme der 1950er Jahre
Schwarzweißfilm
1. Young Farmers Club
2. River Valley Projects, (Documentary on the Bakra Nangal Dam)
3. Fishing for Food
4. Malaria Control
5. One Thousand hands
6. How to grow more Paddy pest control
7. Education for Life
8. First Furrow
9. The Mould Board Plough
10. Practical seed drills
11. The Row cultivator
12. Time is Money
13. Improved Seed
14. Our Indian Earth
15. Care of the Eyes
16. Kora Kendra
17. How to have a healthy home(Northern region)
18. How to have a healthy home(Southern region)
19. How to have a healthy home(Eastern region)
20. Village Black Smith-ing
21. Village Carpentry
22. Black Smith-ing in small towns
23. Rehabilitation in Polio Mellitus (16 mm)

Farbfilm
1. Fertilizer Applications
2. Fertilizer for Abundance
3. Life of the soil
4. The story of Trombay, (A Documentary on the TATA Thermal power project in Trombay)